# Mary Jo Deschanel
Mary Jo Deschanel (nacida Weir; Los Ángeles, California, 25 de noviembre de 1945) es una actriz estadounidense.

## Vida y carrera
Deschanel nació como Mary Jo Weir. Su ascendencia incluye irlandeses, franceses, suizos, holandeses e ingleses. En su primera aparición importante en el mundo del espectáculo en 1983, Deschanel interpretó a Annie Glenn, la esposa del astronauta John Glenn en la adaptación cinematográfica del libro de Tom Wolfe The Right Stuff.
Al año siguiente Deschanel interpretó a Betty Fernández, la exesposa del astronauta Dave Bowman (interpretado por Keir Dullea), en la película 2010: The Year We Make Contact.
Deschanel interpretó a Eileen Hayward en la serie de televisión Twin Peaks. Ha aparecido en la serie de televisión House en el episodio "Simple Explanation" como Julia Kutner, la madre adoptiva del recientemente fallecido Dr. Lawrence Kutner.
Está casada con Caleb Deschanel. Sus hijas Emily y Zooey también son actrices.
Deschanel se presentó por segunda vez como la esposa del personaje interpretado por Ed Harris en la película Winter Passing, aunque solo fue vista como una fotografía en la pared. Pese a no aparecer físicamente en dicha película, ella recibió mención total en los créditos como el personaje "Mary".

## Filmografía
| Año       | Título                         | Rol                             | Notas                               |
| --------- | ------------------------------ | ------------------------------- | ----------------------------------- |
| 1967      | Run for Your Life              | Mary Jo Potter                  | Episodio: "Down with Willy Hatch"   |
| 1968      | The High Chaparral             | Ann                             | Episodio: "Ride the Savage Land"    |
| 1968      | The Wild Racers                | Dancing Girl                    |                                     |
| 1968      | The Outsider                   | Marcie                          | Episodio: "There Was a Little Girl" |
| 1969      | Here Come the Brides           | Peggy                           | Episodio: "Mr. & Mrs. J. Bolt"      |
| 1969      | Lancer                         | Trina Mason                     | Episodio: "The Gifts"               |
| 1970      | Paddy                          | Mary                            |                                     |
| 1983      | The Right Stuff                | Annie Glenn                     |                                     |
| 1984      | 2010: The Year We Make Contact | Betty Fernandez, Bowman's widow |                                     |
| 1986      | Amazing Stories                | Francine Gazetta                | Episodio: "Gather Ye Acorns"        |
| 1986      | A Winner Never Quits           | Mrs. Gary                       | Television film                     |
| 1989      | Midnight Caller                | Sister Mary Catherine           | Episode: "Someone to Love"          |
| 1990–1991 | Twin Peaks                     | Eileen Hayward                  | 11 episodios                        |
| 1992      | Twin Peaks: Fire Walk with Me  | Eileen Hayward                  | Deleted scenes[cita requerida]      |
| 1998      | JAG                            | Victoria Ross                   | Episodio: "Chains of Command"       |
| 2000      | El Patriota                    | Mrs. Howard                     |                                     |
| 2002      | Bark!                          | Betty                           |                                     |
| 2005      | Law & Order: Trial by Jury     | Julia Lonegan                   | Episodio: "Day"                     |
| 2005      | Winter Passing                 | Mary                            |                                     |
| 2007      | Breach                         | Vivian O'Neill                  |                                     |
| 2009      | House                          | Julia                           | Episodio: "Simple Explanation"      |
| 2009      | My Sister's Keeper             | Saleswoman                      |                                     |
| 2012      | Ruby Sparks                    | Female Professor                |                                     |
| 2014      | Twin Peaks: The Missing Pieces | Eileen Hayward                  |                                     |
| 2017      | Criminal Minds                 | Edith Lynch                     | Episodio: "To a Better Place"       |